# Nobody Loves You More
Nobody Loves You More — дебютный студийный альбом американской певицы и автора-исполнителя Ким Дил (гитаристки рок-групп Pixies и The Breeders). Альбом был выпущен 22 ноября 2024 года с помощью лейбла 4AD Records и продвигался синглами «Coast», «Crystal Breath», «A Good Time Pushed» и «Nobody Loves You More».
Альбом получил положительные отзывы критиков.

## История
Nobody Loves You More — первый сольный альбом Ким Дил . В его создании приняли участие её сестра Келли Дил и другие бывшие участники The Breeders, такие как Джим Макферсон и Мандо Лопес, а также Фэй Милтон и Айсе Хассан из Savages, Рэймонд Макгинли из Teenage Fanclub и Джек Лоуренс из Raconteurs.
Альбом включает в себя работу более чем десятилетней давности, причём самые ранние песни относятся к 2011 году, вскоре после ухода Дил из Pixies после их тура Lost Cities. Песни «Are You Mine?» и «Wish I Was» были написаны в 2011 году и выпущены в 2013 году в рамках серии семидюймовых виниловых дисков. Американеский музыкант Стив Альбини (1962—2024), часто сотрудничавший с группой, записал «A Good Time Pushed» на последних сессиях в Electrical Audio в Чикаго перед своей смертью в мае 2024 года.

## Композиция
В музыкальном плане Nobody Loves You More сочетает знакомый рок в стиле the Breeders с неожиданными стилистическими решениями, такими как босанова и духовые инструменты, как в заглавном треке. Такие песни, как «Disobedience» и «Big Ben Beat», несут в себе энергию классики Breeders, в то время как другие, например «Wish I Was», переосмысливают более ранний материал с помощью свежих аранжировок. Несмотря на свою эклектичность, альбом сохраняет стиль Дила, предлагая одновременно знакомые и новые идеи.
Темы альбома варьируются от глубоко личных до причудливых вдохновений. Например, пронзительный трек «Are You Mine?» вдохновлён моментом общения с матерью Дил, которая страдала от болезни Альцгеймера. И наоборот, песня «Crystal Breath» возникла из восхищения Дил актрисой Роуз Бирн, хотя в конечном итоге от её использования в качестве темы для телепередачи отказались.

## Отзывы
| Совокупная оценка | Совокупная оценка |
| Источник          | Оценка            |
| ----------------- | ----------------- |
| Metacritic        | 89/100            |
| Оценки критиков   |                   |
| Источник          | Оценка            |
| AllMusic          | [ 8 ]             |
| Classic Rock      | [ 9 ]             |
| Consequence       | B+                |
| DIY               | [ 11 ]            |
| The Independent   | [ 12 ]            |
| Mojo              | [ 13 ]            |
| NME               | [ 14 ]            |
| Paste             | 9.2/10            |
| Rolling Stone     | [ 16 ]            |
| Uncut             | [ 17 ]            |

Альбом получил положительные отзывы от музыкальных журналистов.
Его рейтинг на Metacritic равный 89 из 100 на основе 11 рецензий означает «всеобщее одобрение».
Издание The Quietus отметило широкий диапазон: от яркой, наполненной духовыми инструментами босса-новы заглавного трека до грубой ранимости таких песен, как «Are You Mine?» . AllMusic добавил к сборнику пометку «Выбор редакции» и заявил: «Nobody Loves You More — это одна из лучших её песен, и хотя любая из этих песен могла бы стать яркой в одном из других её проектов, тем приятнее, что они принадлежат только ей».

### Итоговые списки критиков
| Публикация      | Список                  | Ранг | Ссылка |
| --------------- | ----------------------- | ---- | ------ |
| The Independent | 20 Best Albums of 2024  | 6    | [ 18 ] |
| Mojo            | 75 Best Albums of 2024  | 6    | [ 19 ] |
| Paste           | 100 Best Albums of 2024 | 43   | [ 20 ] |
| Uncut           | 80 Best Albums of 2024  | 42   | [ 21 ] |

## Список композиций
Слова и музыка всех песен — Kim Deal. Дополнительная лирика на «Nobody Loves You More» написана Nick Eddy..
| №                   | Название                    | Длительность |
| ------------------- | --------------------------- | ------------ |
| 1.                  | «Nobody Loves You More»     | 2:55         |
| 2.                  | «Coast»                     | 3:28         |
| 3.                  | «Crystal Breath»            | 3:27         |
| 4.                  | «Are You Mine?»             | 3:35         |
| 5.                  | «Disobedience»              | 3:03         |
| 6.                  | «Wish I Was»                | 4:13         |
| 7.                  | «Big Ben Beat»              | 3:39         |
| 8.                  | «Bats in the Afternoon Sky» | 1:31         |
| 9.                  | «Summerland»                | 3:04         |
| 10.                 | «Come Running»              | 3:18         |
| 11.                 | «A Good Time Pushed»        | 3:27         |
| Общая длительность: | Общая длительность:         | 35:45        |

## Чарты

### Еженедельные чарты
| Чарт (2024)                                  | Высшая позиция |
| -------------------------------------------- | -------------- |
| Австрия (Ö3 Austria)                         | 66             |
| Бельгия/Фландрия (Ultratop)                  | 183            |
| Новая Зеландия (RMNZ)                        | 29             |
| Шотландия (Scottish Albums Chart)            | 6              |
| Швейцария (Schweizer Hitparade)              | 98             |
| Великобритания (UK Albums Chart)             | 45             |
| Великобритания (UK Independent Albums Chart) | 4              |